# Лунево (Калужская область)
Лунево — деревня в Юхновском районе Калужской области России. Входит в состав сельского поселения «Деревня Озеро».

## География
Расположена в 18 км от Юхнова. Деревня стоит на речке Булановке.

## Население
| 2002 | 2010 |
| ---- | ---- |
| 35   | ↘26  |

## История
Ранее входило в состав Мосальского уезда.
В Лунево располагалась усадьба, в последней четверти XVIII века принадлежавшая князю И. М. Кольцову-Мосальскому. В начале XIX века хозяином имения являлся его сын князь А. И. Кольцов-Мосальский, затем его сын князь Н. А. Кольцов-Мосальский.
На начало XXI века от усадьбы осталась только колокольня церкви Казанской иконы Божией Матери, которая была выстроена в 1804 году в стиле классицизм. Возле колокольни стоят отдельные старые липы, которые ранее могли быть частью насаждений усадебного парка.